# Astragalus vulnerariae
Astragalus vulnerariae är en ärtväxtart som beskrevs av Dc. Astragalus vulnerariae ingår i släktet vedlar, och familjen ärtväxter. Inga underarter finns listade i Catalogue of Life.